# Вулька-Кунінська
Вулька-Кунінська (пол. Wólka Kunińska) — село в Польщі, у гміні Ґоворово Остроленцького повіту Мазовецького воєводства.
Населення — 143 особи (2011).
У 1975-1998 роках село належало до Остроленцького воєводства.

## Демографія
Демографічна структура станом на 31 березня 2011 року:
|          | Загалом | Допрацездатний вік | Працездатний вік | Постпрацездатний вік |
| -------- | ------- | ------------------ | ---------------- | -------------------- |
| Чоловіки | 65      | 11                 | 47               | 7                    |
| Жінки    | 78      | 13                 | 43               | 22                   |
| Разом    | 143     | 24                 | 90               | 29                   |